# 圣方济各修道院 (加的斯)
圣方济各修道院（西班牙語：convento de San Francisco）是一座古老的修道院，位于西班牙加的斯老城区的同名中心广场。

## 历史
圣方济各修道院建于1566年，17世纪翻修。在18世纪由何塞·弗朗西斯科·巴达拉科改建为目前的巴洛克风格。
现在的加的斯博物馆、米纳广场（plaza de Mina）、圣方济各广场（plaza de San Francisco）都位于旧圣方济各修道院范围内。这座修道院在当时非常重要，培训和派遣修士前往美洲，包括著名的胡尼佩羅·塞拉修士。
修道院的附属设施已大大减少，目前由一个长方形的修道士回廊和教堂组成。
钟楼于1699年由建筑师胡安·吉姆内斯·马塔（Juan Jiménez Mata）建造。

## 小堂
- 圣体龛小堂（Capilla del Sagrario）
- 真十字架小堂（Capilla de la Vera-Cruz）
- 圣雅各伯小堂（Capilla de San Diego）
- 圣安德肋小堂（Capilla de San Andrés）
- 圣泰尔莫教堂（Capilla de San Telmo）
- 圣王路易小堂（Capilla de San Luis de los franceses）

## 善会
这座教堂是复活节圣周两个善会的所在地：
- 爱的納匝肋善会（Hermandad del Nazareno del Amor）
- 真十字架善会（Hermandad de la Vera-Cruz）